# 珀赖因环形山
珀赖因环形山（Perrine）是位于月球背面北半部的一座古老大陨坑，约形成于45.5-39.2亿年前的前酒海纪，其名称取自美裔阿根廷天文学家查尔斯·狄龙·珀赖因（1867年-1951年），1970年被国际天文学联合会正式批准接受。

## 描述

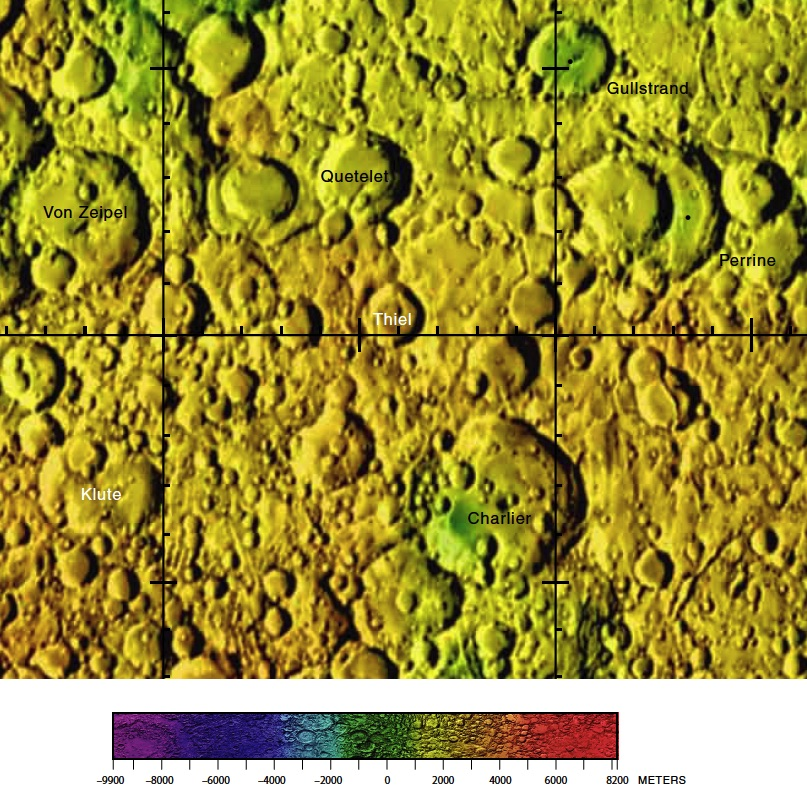
珀赖因环形山的周边，月球背面区域详图。

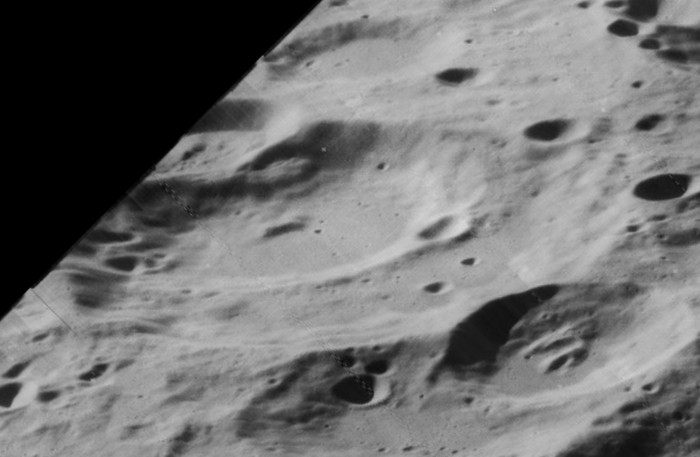
月球轨道器5号拍摄的西向斜视图

该陨坑西侧毗邻凯特尔环形山、西北偏北靠近较小的古尔斯特兰德陨石坑，伍德环形山位于它的东北偏北、东侧则坐落了更大朗道环形山，而沙利叶环形山和蒂尔陨石坑则分别横亘在它的东南偏南和西南偏西面。该陨坑中心月面坐标为42°07′N 127°57′W / 42.11°N 127.95°W，直径87.41公里，深度约2.82公里。
珀赖因环形山是数座相重叠撞击结构的一部分，它西侧三分之二部分被略小的卫星坑珀赖因 S所覆盖，因此，其外观呈月牙状，而珀赖因 S的西侧部分又被更小的珀赖因 T覆盖。珀赖因 S的坑壁已磨损，坑内坐落了一座小中央峰。
珀赖因环形山残存的坑壁已磨损、侵蚀，南北二端几乎与周边地形形成一体，只有东南段边缘仍较为清晰。沿东侧，一对重叠坑-珀赖因 S和珀赖因 S略微切入进它的东侧壁，另一座更小的陨坑则打破了它的西南端坑壁，沿北侧边缘也附靠了二座小撞击坑。
珀赖因环形山东侧内壁保留有一道阶地状结构残迹，介于卫星坑珀赖因 S的东侧外壁和珀赖因环形山东侧内壁之间是一块平坦，北部覆盖了二座细小陨坑的新月形坑底。

## 卫星陨石坑
按惯例，最靠近珀赖因环形山的卫星坑将在月图上以字母标注在它的中心点旁边.
| 珀赖因 | 纬度    | 经度     | 直径    |
| ------ | ------- | -------- | ------- |
| E      | 42.8° N | 124.9° W | 40 公里 |
| G      | 42.1° N | 124.6° W | 58 公里 |
| L      | 39.2° N | 127.2° W | 37 公里 |
| S      | 42.5° N | 128.6° W | 63 公里 |
| T      | 42.4° N | 130.2° W | 34 公里 |

- 卫星坑珀赖因 E约形成于哥白尼纪[2]；

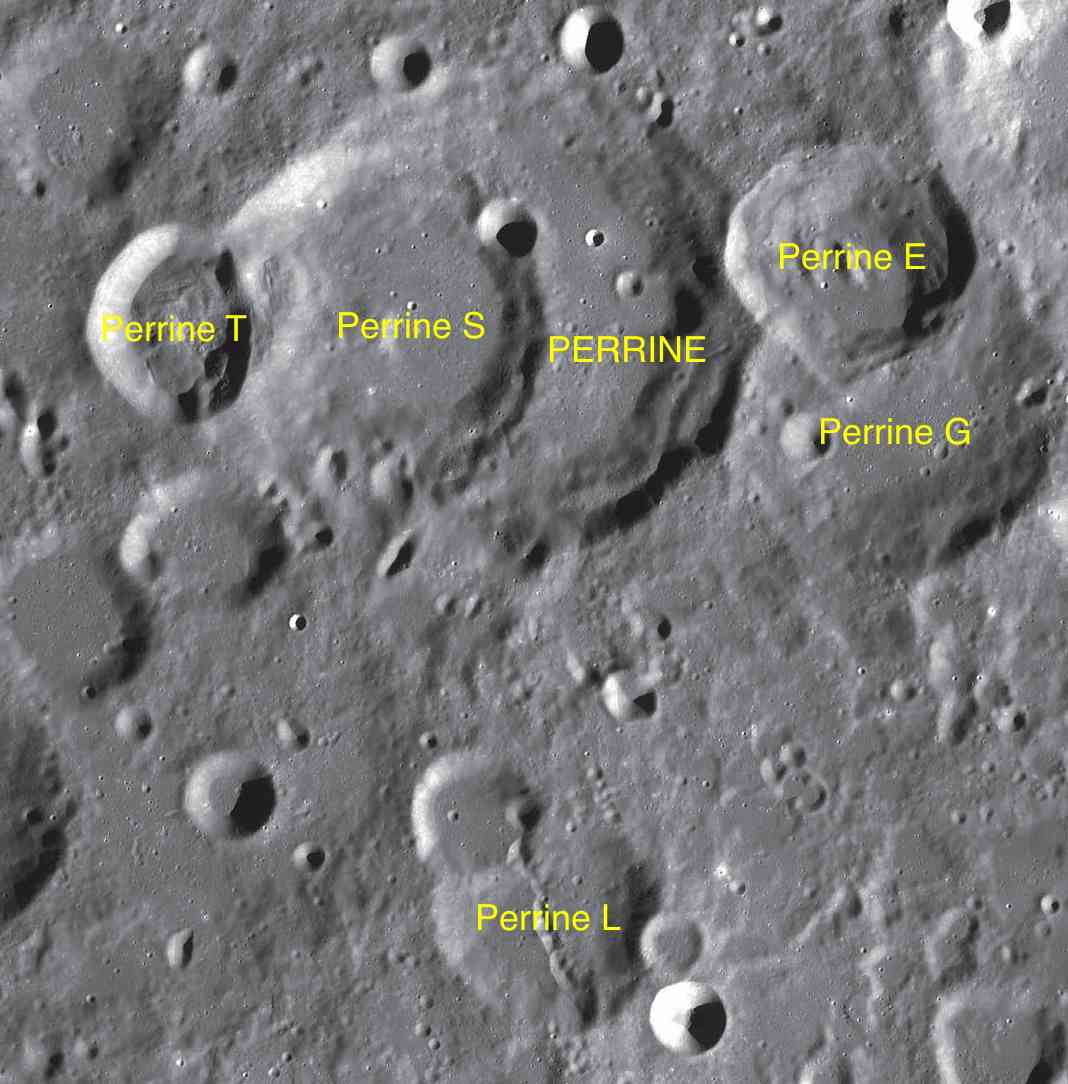
LAC-35 区域图

- 卫星坑珀赖因 L和珀赖因 S约形成于酒海纪[2]；
- 卫星坑珀赖因 T约形成于晚雨海世[2]。

## 参引资料
1. ↑  . 天文学名词. 中国科学院国家天文台.   [2024-04-29]. （原始内容存档于2024-04-29）.
2. 1 2 3 4 5  Lunar Impact Crater Database
3. ↑   (PDF).   [2017-03-12]. （原始内容存档 (PDF)于2016-12-27）.
4. ↑   (PDF).   [2017-03-12]. （原始内容存档 (PDF)于2016-12-27）.
5. ↑  .   [2017-03-12]. （原始内容存档于2014-08-11）.

- Andersson, L. E.; Whitaker, E. A. . NASA RP-1097. 1982.
- Blue, Jennifer. . USGS. July 25, 2007  [2007-08-05]. （原始内容存档于2015-05-26）.
- Bussey, B.; Spudis, P. . New York: Cambridge University Press. 2004. ISBN 978-0-521-81528-4.
- Cocks, Elijah E.; Cocks, Josiah C. . Tudor Publishers. 1995. ISBN 978-0-936389-27-1.
- McDowell, Jonathan. . Jonathan's Space Report. July 15, 2007  [2007-10-24]. （原始内容存档于2015-01-12）.
- Menzel, D. H.; Minnaert, M.; Levin, B.; Dollfus, A.; Bell, B. . Space Science Reviews. 1971, 12 (2): 136–186. Bibcode:1971SSRv...12..136M. doi:10.1007/BF00171763.
- Moore, Patrick. . Sterling Publishing Co. 2001. ISBN 978-0-304-35469-6.
- Price, Fred W. . Cambridge University Press. 1988. ISBN 978-0-521-33500-3.
- Rükl, Antonín. . Kalmbach Books. 1990. ISBN 978-0-913135-17-4.
- Webb, Rev. T. W.  6th revised. Dover. 1962. ISBN 978-0-486-20917-3.
- Whitaker, Ewen A. . Cambridge University Press. 1999. ISBN 978-0-521-62248-6.
- Wlasuk, Peter T. . Springer. 2000. ISBN 978-1-85233-193-1.